# Hiezu
Hiezu (日吉津村?, Heizu-mura) è un villaggio giapponese della prefettura di Tottori.